# Georgij Jevgenyjevics Lvov
Georgij Jevgenyjevics Lvov (Drezda, 1861. november 2. – Boulogne-Billancourt, 1925. március 7.) herceg, orosz politikus, miniszterelnök.

## Élete
Történelmi orosz arisztokrata családból származott, de apja liberális szellemben nevelte.
A századforduló környékén rövid életű házasságban élt Lwoff-Parlaghy Vilma magyar festőművésszel.
1905-től a kadet párt tagja, 1906-tól képviselője az Állami Dumában. 
Részt vett az 1908-as prágai szláv kongresszuson mint Oroszország küldötte.
Az 1917-es februári orosz forradalom győzelme után az Ideiglenes Kormány miniszterelnöke és belügyminisztere.
Kiválasztásának egyik meghatározó szempontja lehetett, hogy mint a Zemsztvók és Városok Uniójának vezetőjéről el lehetett mondani, hogy az egész társadalmat képviseli.

## Az Ideiglenes Kormány élén
A miniszterek elsősorban a kadetok (alkotmányos demokraták) és az oktobristák (alkotmányos monarchisták) soraiból kerültek ki.
Kormányprogramjának két legfontosabb pontja a háború folytatása és az Alkotmányozó Nemzetgyűlés mielőbbi összehívása volt. A Lvov-kormány álláspontja szerint ugyanis orosz részről a cárizmus megbuktatása és a forradalom győzelme után a háború elvesztette imperialista jellegét és forradalmi honvédő küzdelemmé változott.
A kormány ugyanakkor – még március folyamán – elismeri a finn alkotmányosságot és Lengyelország önállóságát, továbbá autonómiát ad a lett lakosságú területeknek. Április 2-án pedig kormányrendelettel eltörölnek több nemzetiségi és vallási megkülönböztetést, garantálva a birodalom népei és vallásfelekezetei – köztük a zsidóság – törvény előtti egyenlőségét. Másnap városi és községi helyi választásokat tartanak, általános választójog alapján.
A társadalmi és belső politikai ellentétek, feszültségek miatt május elejére kormányválság alakult ki, amelynek következtében a kormány két jelentős, de konzervatív politikusa, Pavel Miljukov és Alekszandr Gucskov lemondásra kényszerült.
A május elején újjáalakult kormány tíz polgári és hat szovjet miniszterből alakult meg, tehát egy nagykoalícióra támaszkodhatott. A kormány megnövekedett eséllyel láthatott volna a legégetőbb feladatok megoldásához.  Június 27-én szeptember 17-ére ki is írta az alkotmányozó gyűlési választásokat.
Lvov herceg azonban, amikor úgy érezte, hogy sikerült kormányát stabilizálni, külpolitikai sikerekkel is alá kívánta támasztani törekvését. Ebben a had- és tengerészeti miniszterré tett Kerenszkij személyében jó partnerre talált, aki 1917 júniusában Bruszilov tábornokot egy újabb offenzíva megindítására utasította. Az akció viszont csúfos kudarccal végződött. A Kerenszkij-offenzíva kudarca és a júliusi baloldali tüntetéssorozat után július 22-n lemondott.
Az Ideiglenes Kormány a megalakulásától kezdve erőtlennek bizonyult Oroszország vezetésére. Nem rendelkezett hozzá sem kellő önbizalommal, sem pedig világos programmal. Törekedett ugyan egy demokratikus, polgári rendszer kiépítésére (deklarálta az emberi szabadságjogokat, illetve az ország népeinek szabad önrendelkezését), ám a három leglényegesebb kérdést képtelen volt rendezni: az alkotmányozó nemzetgyűlés összehívását, a földreform végrehajtását, továbbá a háború befejezését. A kormányfő, Lvov herceg gyenge kezű politikus volt, akire a saját kabinettitkára, Vlagyimir Nabokov, a világhírű író édesapja így emlékezett vissza: „Egyetlen alkalomra sem emlékszem, amikor Lvov a tekintély hangján szólt volna, vagy határozottan fölemelte volna a hangját… maga volt a megtestesült passzivitás.”
A demokráciáról azt vallotta, hogy abban minden politikai döntést a közvetlenül érintettek hoznak meg, a kormány szerepét pedig csupán nyilvántartó hivatalnak tekintette.

## A lemondást követően
A bolsevik hatalomátvétel után letartóztatták, de sikerült megszöknie, majd Franciaországba emigrálnia.
A párizsi béketárgyaláson Oroszország képviseletében fellépni kívánó tanácskozó testület elnöke lett.